# کلمبوس (فیلم ۲۰۱۷)
کلمبوس یک فیلم درام آمریکایی محصول سال ۲۰۱۷ به نویسندگی و کارگردانی کوگونادا است. جان چو، هالی لو ریچاردسون، پارکر پوزی، روری کالکین، میچل فوربز و جیم داتری بازیگران این فیلم هستند. نمایش افتتاحیهٔ فیلم در جشنوارهٔ فیلم ساندنس ۲۰۱۷ بود و در ۴ اوت ۲۰۱۷ توسط مؤسسه ساندنس در ایالات متحدهٔ آمریکا منتشر شد.

## داستان
یک مرد کره‌ای بزرگ شدهٔ آمریکا، در کلمبوس، ایندیانا، جایی که پدرش معمارش در کماست، خود را گرفتار می‌یابد. مرد با زنی جوان که می‌خواهد به جای تحقق رویاهایش با مادرش، که در حال بازیابی از مواد مخدر است، در کلمبوس بماند، ملاقات می‌کند. با هم، این دو معماری‌های مختلفی را در کلمبوس کشف می‌کنند، و در تمام این مدت آنچه امیدوارند باشند را در یکدیگر کشف می‌کنند.

## بازیگران
- جان چو در نقش جین، یک آمریکایی ساکن کره که کارش ترجمهٔ ادبیات کره‌ای به انگلیسی است
- هالی لو ریچاردسون در نقش کیسی، زنی جوان که از مراقب مادرش است در حالی که رؤیای معمار شدن در آینده را در سر می‌پروراند
- پارکر پوزی در نقش النور، دستیار پدر جین، که جین در گذشته او را دوست داشته
- روری کالکین در نقش گابریل، دانشجوی دکترا و همکار و دوست کیسی
- میچل فوربز در نقش ماریا، مادر کیسی که از طبقهٔ کارگری است و در حال بازپروری از اعتیاد
- جیم داتری در نقش ارون
- ارین الگرتی در نقش اما
- روزالین آر راس در نقش کریستین
- لیندسی شوپه در نقش سارا
- شانی سلیرز استایلز در نقش ونسا

## تولید
این فیلم در لوکیشنی در کلمبوس، ایندیانا در بیش از ۱۸ روز در ماه اوت سال ۲۰۱۶ فیلمبرداری شد.

## انتشار
فیلم برای اولین بار در جشنواره فیلم ساندنس سال ۲۰۱۷ در ۲۲ ژانویه ۲۰۱۷ به نمایش درآمد.و در ۴ اوت سال ۲۰۱۷ توسط مؤسسه ساندنس منتشر شد.

### جوایز
| جایزه                    | تاریخ مراسم    | دسته                      | برندگان و نامزدها         | نتیجه     | منابع |
| ------------------------ | -------------- | ------------------------- | ------------------------- | --------- | ----- |
| جوایز گاتهام             | ۲۷ نوامبر ۲۰۱۷ | بهترین بازیگر زن          | هالی لو ریچاردسون         | نامزدشده  | [ ۵ ] |
| جوایز گاتهام             | ۲۷ نوامبر ۲۰۱۷ | جایزهٔ کارگردانی بینگام ری | کوگونادا                  | نامزدشده  | [ ۵ ] |
| جوایز گاتهام             | ۲۷ نوامبر ۲۰۱۷ | بهترین فیلم‌نامه           | کوگونادا                  | نامزدشده  | [ ۵ ] |
| راتن تومیتوز             | ۳ ژانویه ۲۰۱۸  | بهترین فیلم درام ۲۰۱۷     | کلمبوس                    | رتبه پنجم | [ ۶ ] |
| جایزه ایندیپندنت اسپیریت | ۳ مارس ۲۰۱۸    | بهترین فیلم اول بلند      | کلمبوس                    | نامزدشده  | [ ۷ ] |
| جایزه ایندیپندنت اسپیریت | ۳ مارس ۲۰۱۸    | بهترین فیلم‌نامهٔ اول       | کوگونادا                  | نامزدشده  | [ ۷ ] |
| جایزه ایندیپندنت اسپیریت | ۳ مارس ۲۰۱۸    | بهترین فیلم‌برداری         | الیشا کریستین             | نامزدشده  | [ ۷ ] |
| جایزه ایندیپندنت اسپیریت | ۳ مارس ۲۰۱۸    | Piaget Producers Award    | جولیا کاروسو و کی جین کیم | نامزدشده  | [ ۷ ] |